# Narau
Le narau est une langue papoue parlée en Indonésie dans la province de Papouasie.

## Classification
Le narau constitue avec le kaure la famille des langues kaure-narau, une des familles de langues papoues.

## Sources
- (en) Harald Hammarström, Robert Forkel, Martin Haspelmath, Sebastian Bank, Glottolog, Narau.